# Доња Брњица
Доња Брњица (алб. Bërnicë e Poshtme) је насељено место у граду Приштини, на Косову и Метохији. Према попису из 2024. било је 1.405 становника, од којих су отприлике половину чинили Албанци и другу половину Срби.

## Становништво
Према попису из 2011. године, Доња Брњица има следећи етнички састав становништва:
| Националност | 2011.        |
| Албанци      | 301 (54.83%) |
| Срби         | 245 (44.63%) |
| непознато    | 3 (0,54%)    |
| Укупно       | 549          |

| Демографија | Демографија | Демографија |
| Година      | Становника  | Становника  |
| ----------- | ----------- | ----------- |
| 1948.       | 470         |             |
| 1953.       | 537         |             |
| 1961.       | 609         |             |
| 1971.       | 615         |             |
| 1981.       | 681         |             |
| 1991.       | 658         |             |
| 2011.       | 549         |             |